# Slide It In
| Recensione   | Giudizio |
| ------------ | -------- |
| AllMusic     |          |
| Sputnikmusic |          |

Slide It in è il sesto album in studio del gruppo musicale britannico Whitesnake, pubblicato nel gennaio del 1984. L'album è stato interamente remixato per la distribuzione negli Stati Uniti da parte della Geffen Records. Nel 1988 è rientrato in classifica in seguito al successo ottenuto dal gruppo con l'eponimo Whitesnake, ed è diventato doppio disco di platino.
Nel 2009, in occasione del venticinquesimo anniversario dall'uscita dell'album, è stata lanciata un'edizione speciale comprendente la versione statunitense del disco (con lista tracce leggermente alterata e l'aggiunta di alcuni brani provenienti dalla versione britannica) più un DVD bonus con video musicali e performance dal vivo.

## Il disco

### Produzione
Le registrazioni dell'album cominciarono nel 1983 ai Musicland Studios di Monaco di Baviera, in Germania, con il produttore Eddie Kramer, suggerito al gruppo dall'A&R della Geffen Records, John Kalodner. Tuttavia all'interno degli Whitesnake stavano cominciando a emergere alcuni disagi, principalmente da parte del chitarrista Micky Moody, incapace di entrare in empatia con i nuovi arrivati Mel Galley, Cozy Powell e Colin Hodgkinson. Per questo motivo il contributo di Moody risultò decisamente inferiore rispetto al passato, tant'è che il chitarrista partecipò attivamente solo alla composizione del brano Slow an' Easy. Anche con il nuovo produttore si crearono dei malcontenti, venne per cui richiamato Martin Birch che aveva già lavorato ai precedenti album della band.
Terminate le registrazioni dell'album, la tensione tra Moody e il cantante David Coverdale continuò a crescere, in particolar modo quando Coverdale iniziò ad avere contatti con l'allora chitarrista dei Thin Lizzy, John Sykes. Moody decise di abbandonare la band dopo un concerto a Bruxelles, in Belgio, nell'ottobre del 1983. Poco tempo dopo venne annunciato l'ingresso di Sykes come nuovo chitarrista negli Whitesnake. Conseguentemente lasciò la band anche Colin Hodgkinson, licenziato da Coverdale in quanto non ritenuto all'altezza del progetto. Al suo posto venne richiamato Neil Murray, colui che Hodgkinson aveva sostituito solamente un anno prima.

### Pubblicazione
Quando venne pubblicato nel Regno Unito, l'album ricevette alcune critiche per la sua produzione sonora definita come piatta e debole. Ciò portò la Geffen Records a ordinare un remix completo del disco prima della distribuzione negli Stati Uniti. Il produttore Keith Olsen si occupò dunque di rimettere mano al materiale, rendendo il suono più nitido e dinamico, oltre a dare la possibilità a John Sykes e Neil Murray di sostituire, rispettivamente, le parti di chitarra di Micky Moody e le parti di basso di Colin Hodgkinson.
La band partì in tour per promuovere l'album con la nuova formazione, ma nacquero nuovi problemi quando Mel Galley si ritrovò coinvolto in un incidente che gli danneggiò alcuni nervi del braccio, impedendogli di suonare la chitarra in modo adeguato. Per un breve periodo di tempo continuò ad apparire come membro degli Whitesnake, prima di venire allontanato definitivamente. I restanti cinque membri proseguirono il tour fino al mese di aprile, quando il tastierista Jon Lord decise di lasciare il gruppo per unirsi ai riformati Deep Purple. L'ultima esibizione di Lord con gli Whitesnake avvenne durante uno show televisivo in Svezia il 16 aprile 1984. Dopo la dipartita del tastierista, il tour venne portato avanti con l'aiuto del turnista Richard Bailey.
Nel frattempo la versione remixata dell'album cominciò a registrare buone vendite negli Stati Uniti, aumentando improvvisamente le richieste nei confronti degli Whitesnake. Il gruppo si buttò dunque a capofitto per una serie di concerti in compagnia di Quiet Riot e Dio in suolo americano. Il lungo tour, unito al successo che i video dei singoli Slow an' Easy e Love Ain't No Stranger ricevettero su MTV, gettò le basi per il successo della band presso il pubblico americano, prima della definitiva consacrazione avvenuta con Whitesnake nel 1987.

## Tracce

### Versione britannica
1. Gambler – 3:57 (David Coverdale, Mel Galley)
2. Slide It In – 3:20 (Coverdale)
3. Standing in the Shadow – 3:32 (Coverdale)
4. Give Me More Time – 3:41 (Coverdale, Galley)
5. Love Ain't No Stranger – 4:13 (Coverdale, Galley)
6. Slow an' Easy – 6:09 (Coverdale, Micky Moody)
7. Spit It Out – 4:11 (Coverdale, Galley)
8. All or Nothing – 3:34 (Coverdale, Galley)
9. Hungry for Love – 3:57 (Coverdale)
10. Guilty of Love – 3:18 (Coverdale)

### Versione statunitense
1. Slide It In – 3:20 (Coverdale)
2. Slow an' Easy – 6:08 (Coverdale, Moody)
3. Love Ain't No Stranger – 4:18 (Coverdale, Galley)
4. All or Nothing – 3:40 (Coverdale, Galley)
5. Gambler – 3:58 (Coverdale, Galley)
6. Guilty of Love – 3:24 (Coverdale)
7. Hungry for Love – 3:28 (Coverdale)
8. Give Me More Time – 3:42 (Coverdale, Galley)
9. Spit It Out – 4:26 (Coverdale, Galley)
10. Standing in the Shadow – 3:42 (Coverdale)

### 25th Anniversary Edition
1. Gambler – 3:58 (Coverdale, Galley)
2. Slide It In – 3:20 (Coverdale)
3. Slow an' Easy – 6:08 (Coverdale, Moody)
4. Love Ain't No Stranger – 4:18 (Coverdale, Galley)
5. Give Me More Time – 3:42 (Coverdale, Galley)
6. Standing in the Shadow – 3:42 (Coverdale)
7. Hungry for Love – 3:28 (Coverdale)
8. All or Nothing – 3:40 (Coverdale, Galley)
9. Spit It Out – 4:26 (Coverdale, Galley)
10. Guilty of Love – 3:24 (Coverdale)
11. Need Your Love So Bad (cover di Little Willie John) – 3:14 (Mertis John Jr.)
12. Gambler (UK mix) – 3:57 (Coverdale, Galley)
13. Slide It In (UK mix) – 3:20 (Coverdale)
14. Standing in the Shadow (UK mix) – 3:32 (Coverdale)
15. Give Me More Time (UK mix) – 3:41 (Coverdale, Galley)
16. Slow an' Easy (UK mix) – 6:09 (Coverdale, Moody)
17. Spit It Out (UK mix) – 4:11 (Coverdale, Galley)
18. All or Nothing (UK mix) – 3:34 (Coverdale, Galley)
19. Guilty of Love (UK mix) – 3:18 (Coverdale)
20. Love Ain't No Stranger (Starkers in Tokyo) – 3:15 (Coverdale, Galley)

DVD bonus
1. Guilty of Love (Video musicale)
2. Slow an' Easy (Video musicale)
3. Love Ain't No Stranger (Video musicale)
4. Guilty of Love (live at Donington 1983)
5. Love Ain't No Stranger (Starkers in Tokyo)
6. Give Me More Time (BBC TV's Top of the Pops 19/1/84)
7. Love Ain't No Stranger (Live... In the Still of the Night)

## Formazione
- David Coverdale – voce
- Mel Galley – chitarre
- Micky Moody – chitarre, cori
- Colin Hodgkinson – basso
- Jon Lord – tastiere
- Cozy Powell – batteria

### Altri musicisti
- Bill Cuomo – tastiere aggiuntive nella versione statunitense
- John Sykes – chitarre nella versione statunitense (in sostituzione di Micky Moody)
- Neil Murray – basso nella versione statunitense (in sostituzione di Colin Hodgkinson)

### Produzione
- Martin Birch – produzione, ingegneria del suono, missaggio originale
- Keith Olsen – remissaggio nella versione statunitense
- Greg Fulginiti – mastering
- John Kalodner – A&R

## Classifiche
| Classifica (1984) | Posizione massima |
| ----------------- | ----------------- |
| Finlandia         | 4                 |
| Germania          | 14                |
| Giappone          | 24                |
| Norvegia          | 11                |
| Nuova Zelanda     | 46                |
| Regno Unito       | 9                 |
| Stati Uniti       | 42                |
| Svezia            | 12                |
| Svizzera          | 12                |